# لاسلو موهولی-ناگی
لاسلو موهوی-نادْیْ یا لاسلو موهولی-ناگی (مجاری: Moholy-Nagy László، زادهٔ ۱۸۹۵ در باچ‌بورشود با نام لاسلو وِیس – درگذشتهٔ ۱۹۴۶ در شیکاگو) نقاش، عکاس و طراح گرافیک مجار و معلم مدرسهٔ باهاوس بود. تلاش او برای ترکیب تکنولوژی و صنعت با هنر بسیار متأثر از کنستراکتیویسم است. همچنین وی تا حد زیادی متأثر از بیان گرایان آلمانی بود.

## سال‌های باوهاس
او ابتدا به عنوان نقاش انتزاعی در برلین کار می‌کرد سپس در سال ۱۹۳۷ به آمریکا مهاجرت کرد تا باوهاوس جدید را که بعدها به نام بنیاد طراحی شیکاگو تغییر پیدا کرد، بنیان نهاد. در همین ایام نیز کتابی با عنوان تصویر در حرکت منتشر کرد.

## میراث
دانشگاه هنر و طراحی موهولی-ناگی در بوداپست و شرکت نرم‌افزاری اوپن‌لاسلو به افتخار وی نامگذاری شده‌است.
در ۲۰۱۶ نمایشگاهی از آثار موهولی-ناگی در موزه گوگنهایم نیویورک شامل نقاشی، فیلم، عکاسی و مجسمه‌سازی به نمایش گذاشته‌شد.

## نگارخانه

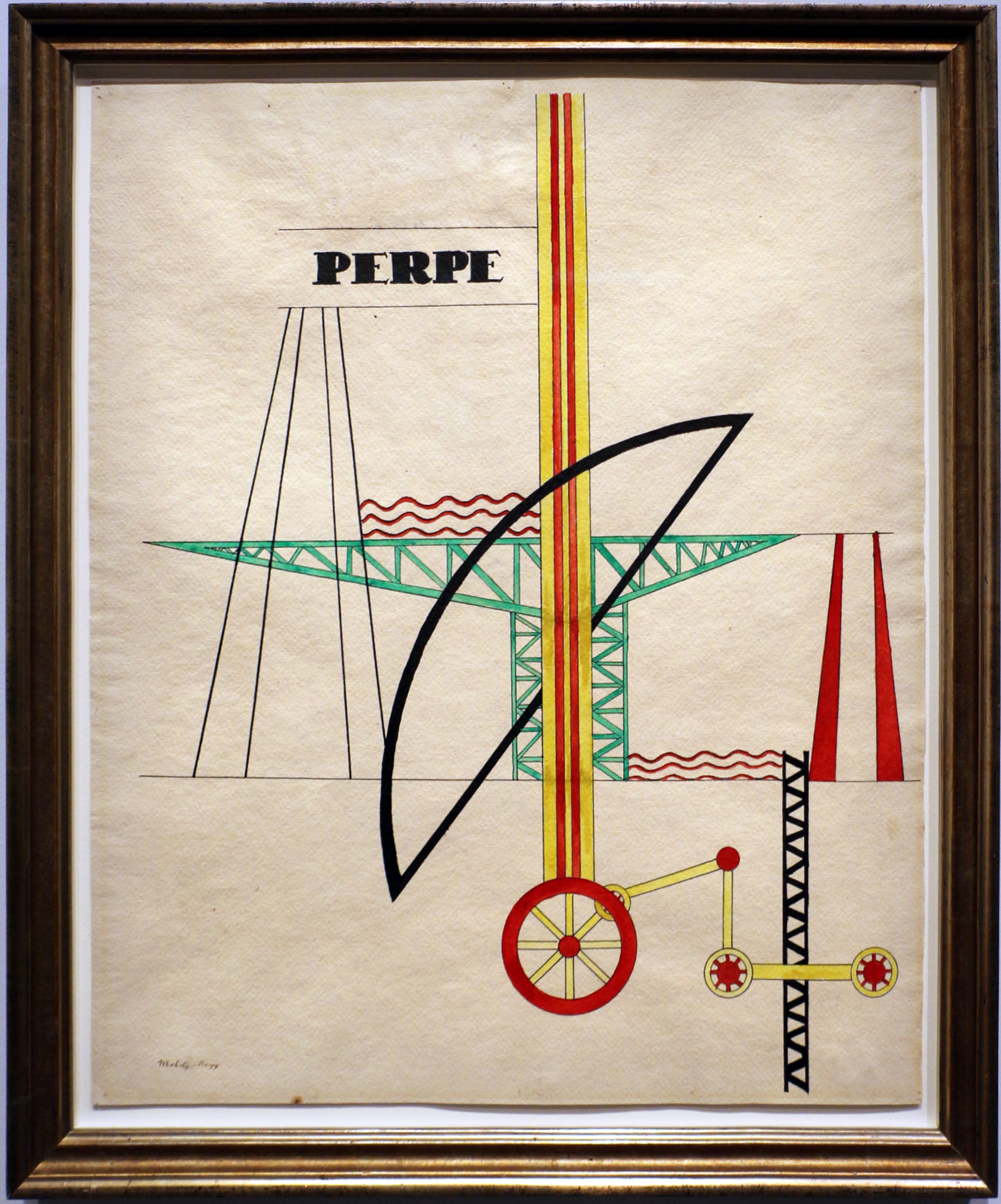
تعامد (۱۹۱۹)
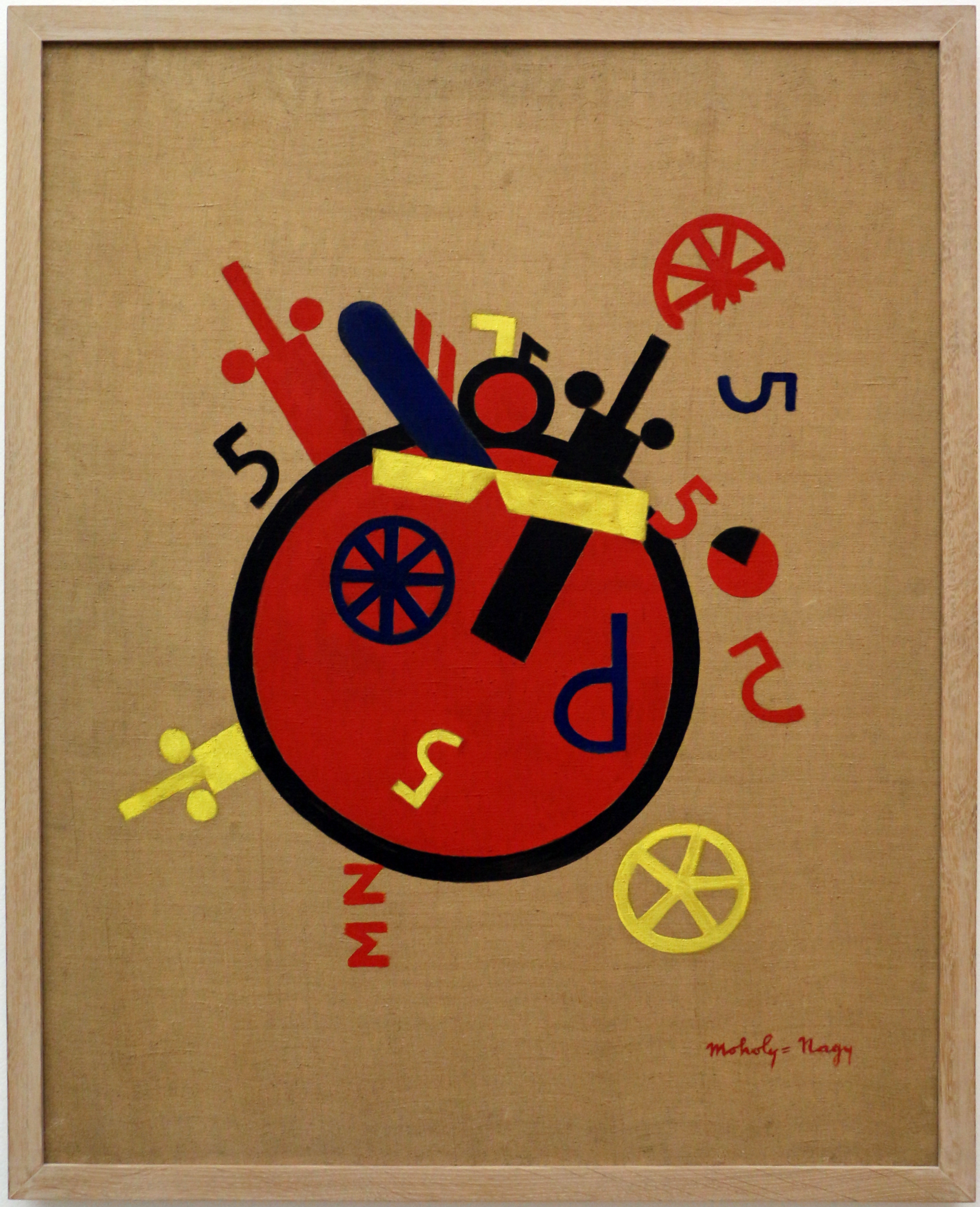
ماشین بزرگ احساس (۱۹۲۰)
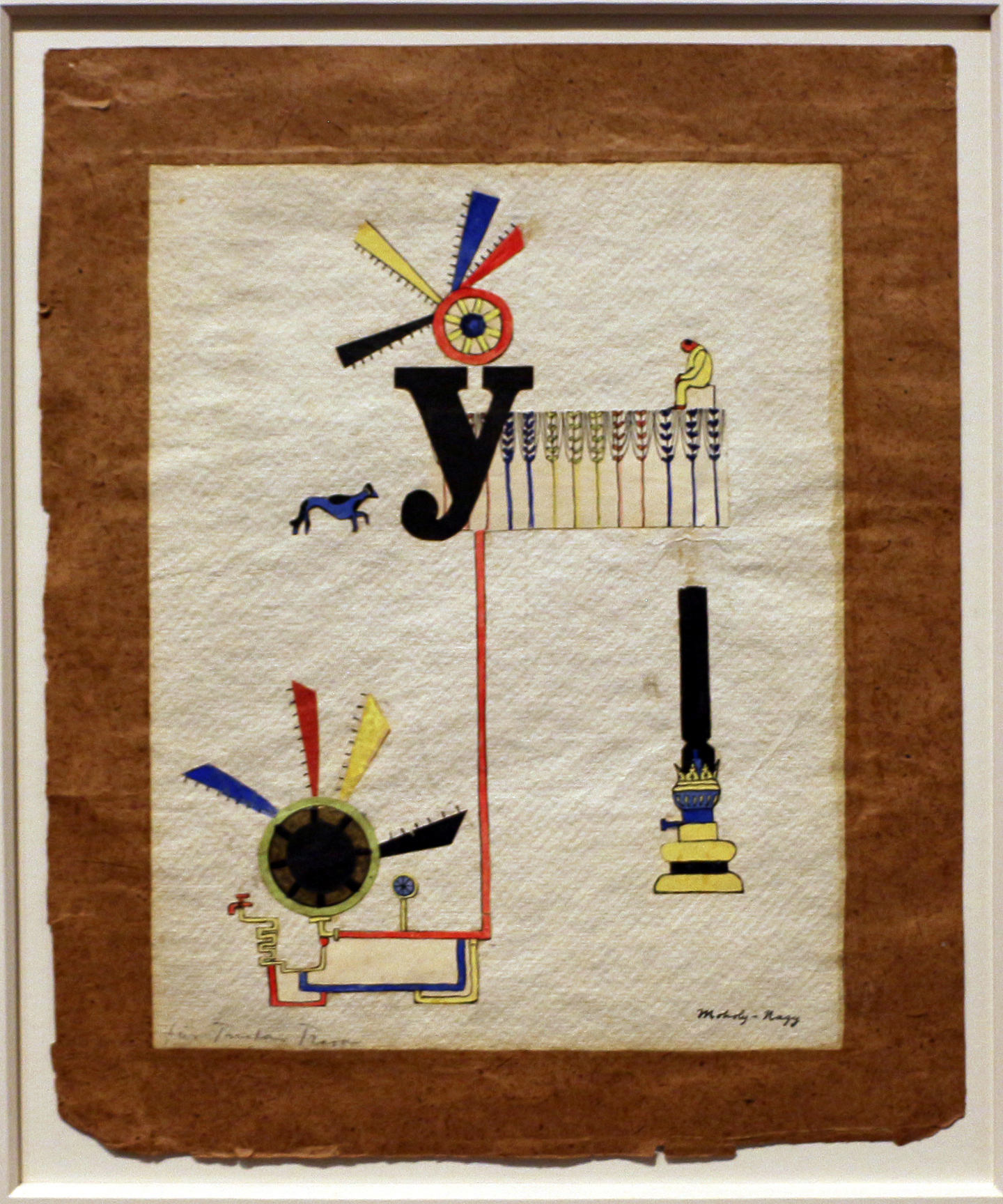
Y (‎۱۹۲۰-۱۹۲۱)
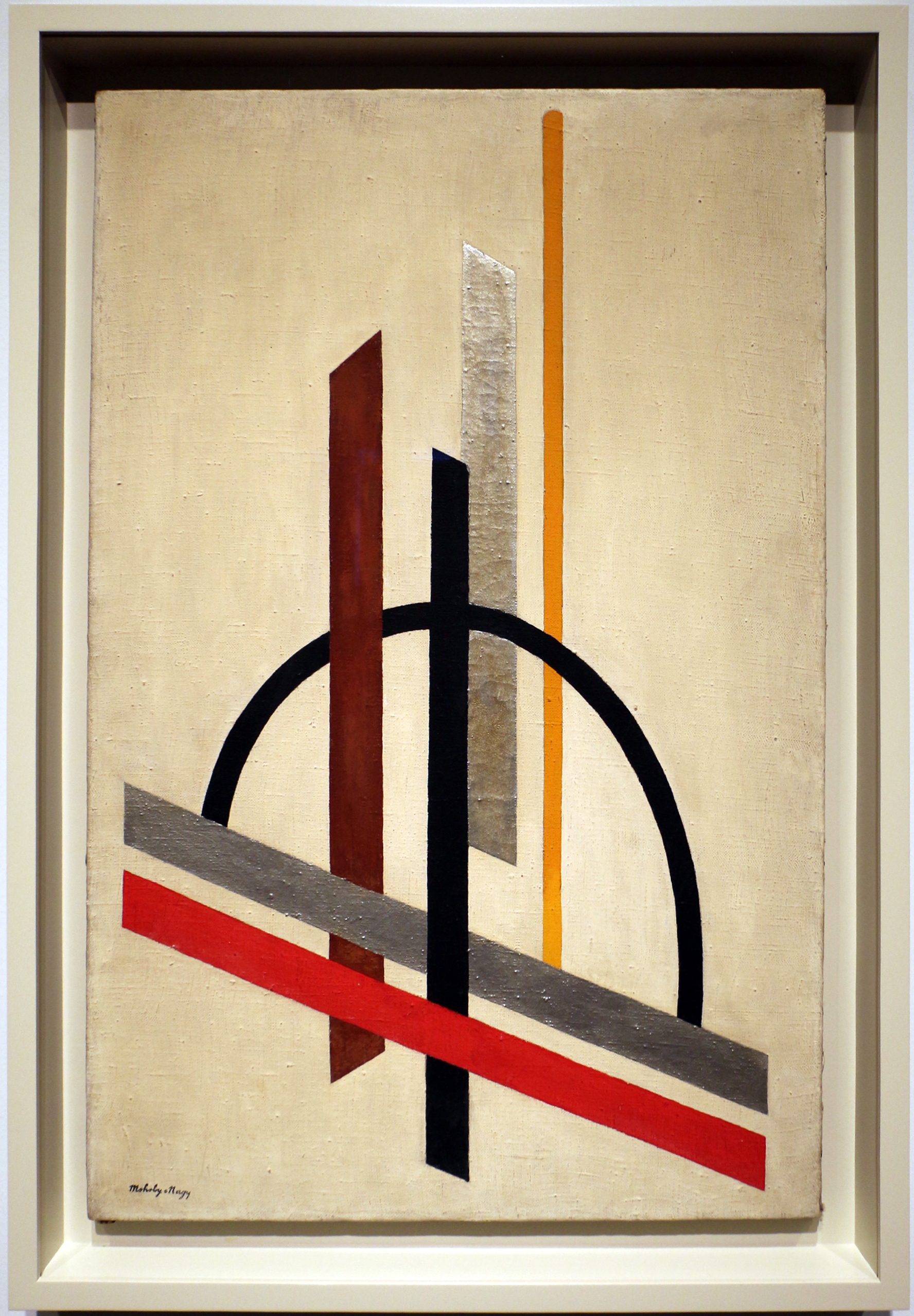
معماری (سازهٔ غیر عادی حدود ۱۹۲۱)
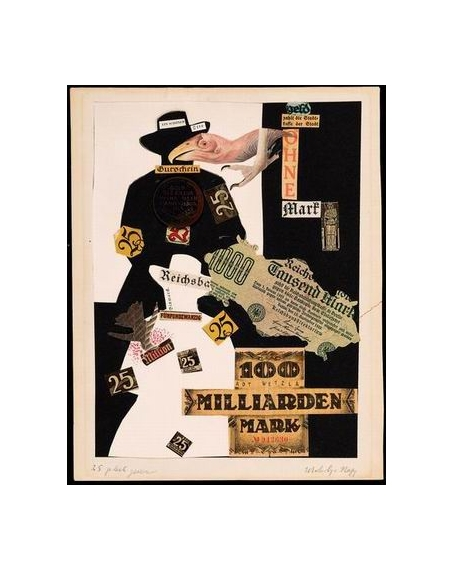
۲۵ کرکس ورشکستگی (۱۹۲۲)
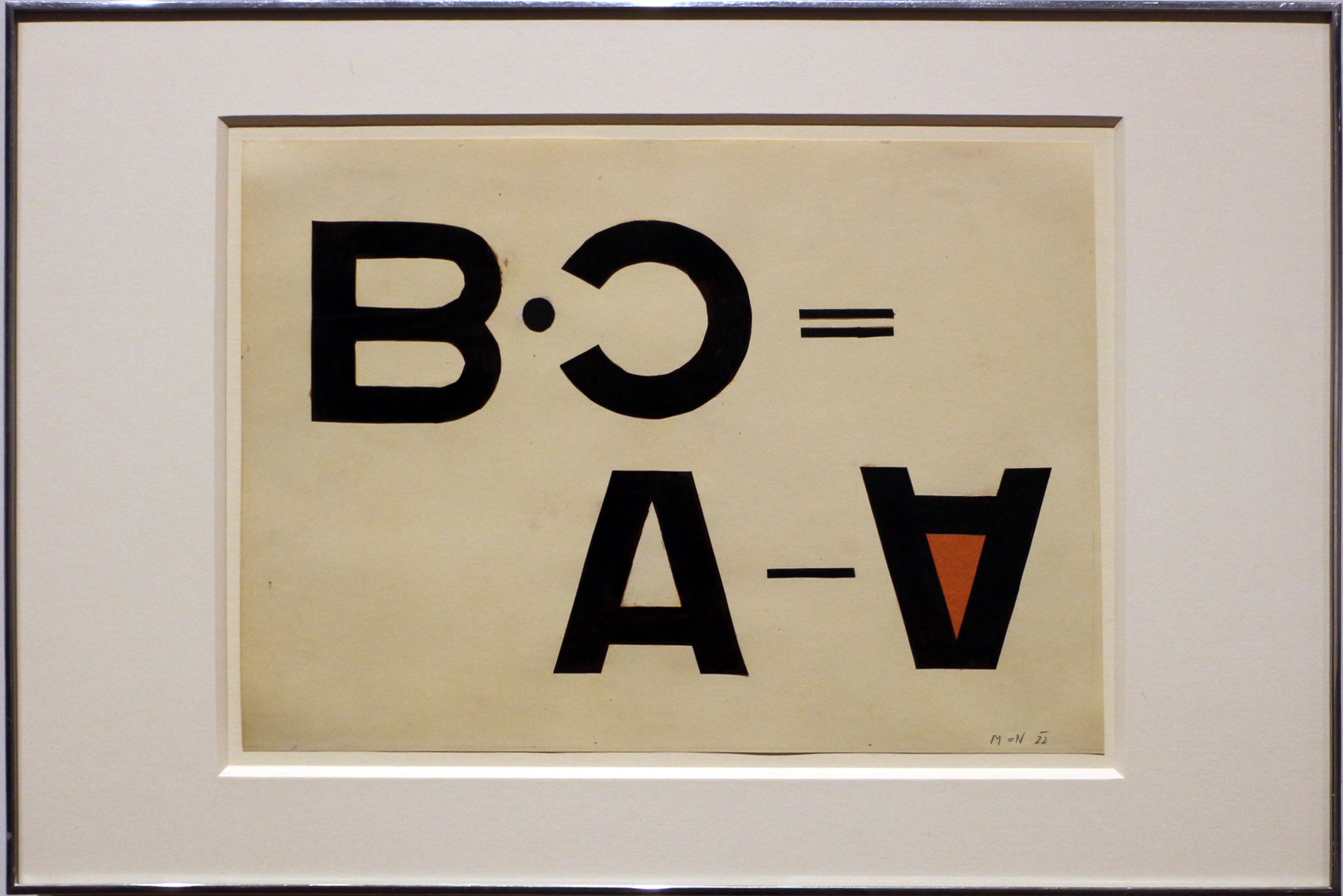
کولاژ تایپوگرافی (۱۹۲۲)
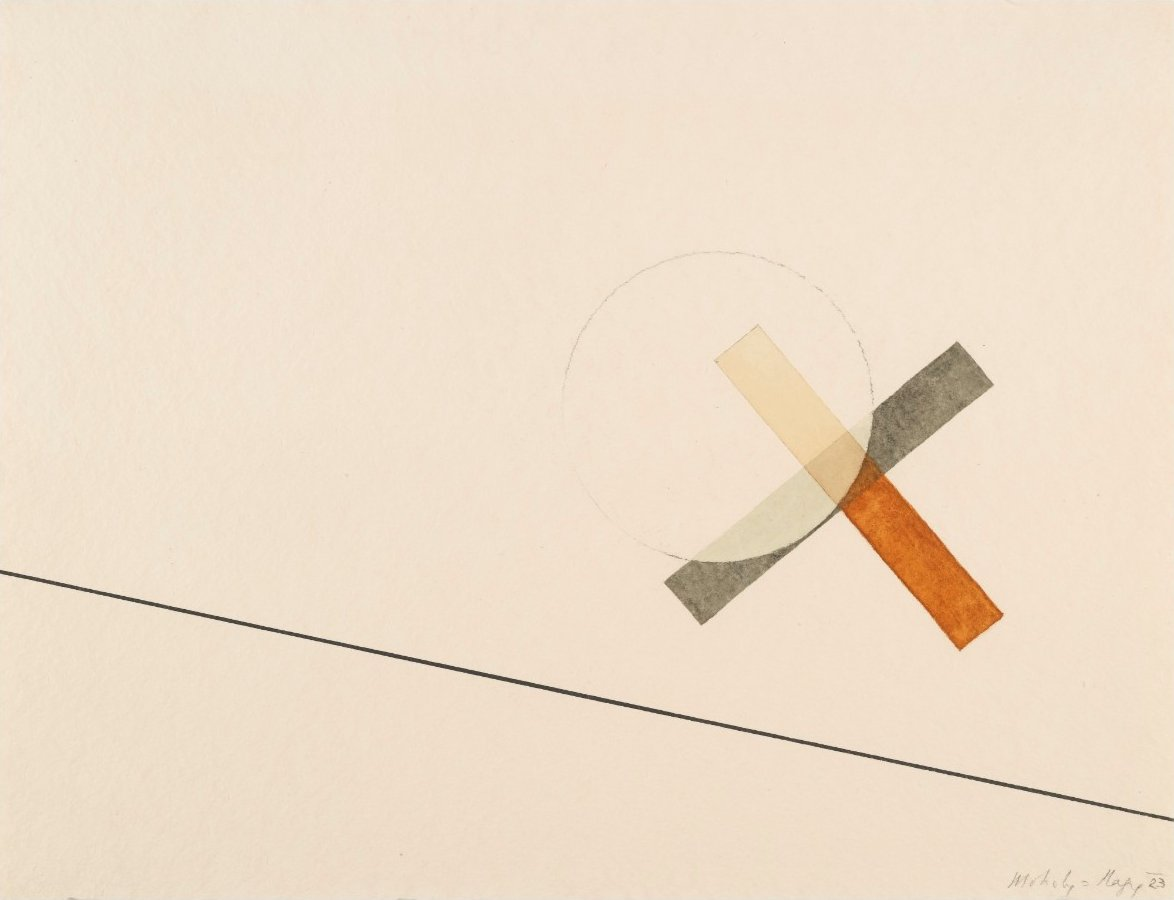
بدون عنوان (۱۹۲۳)
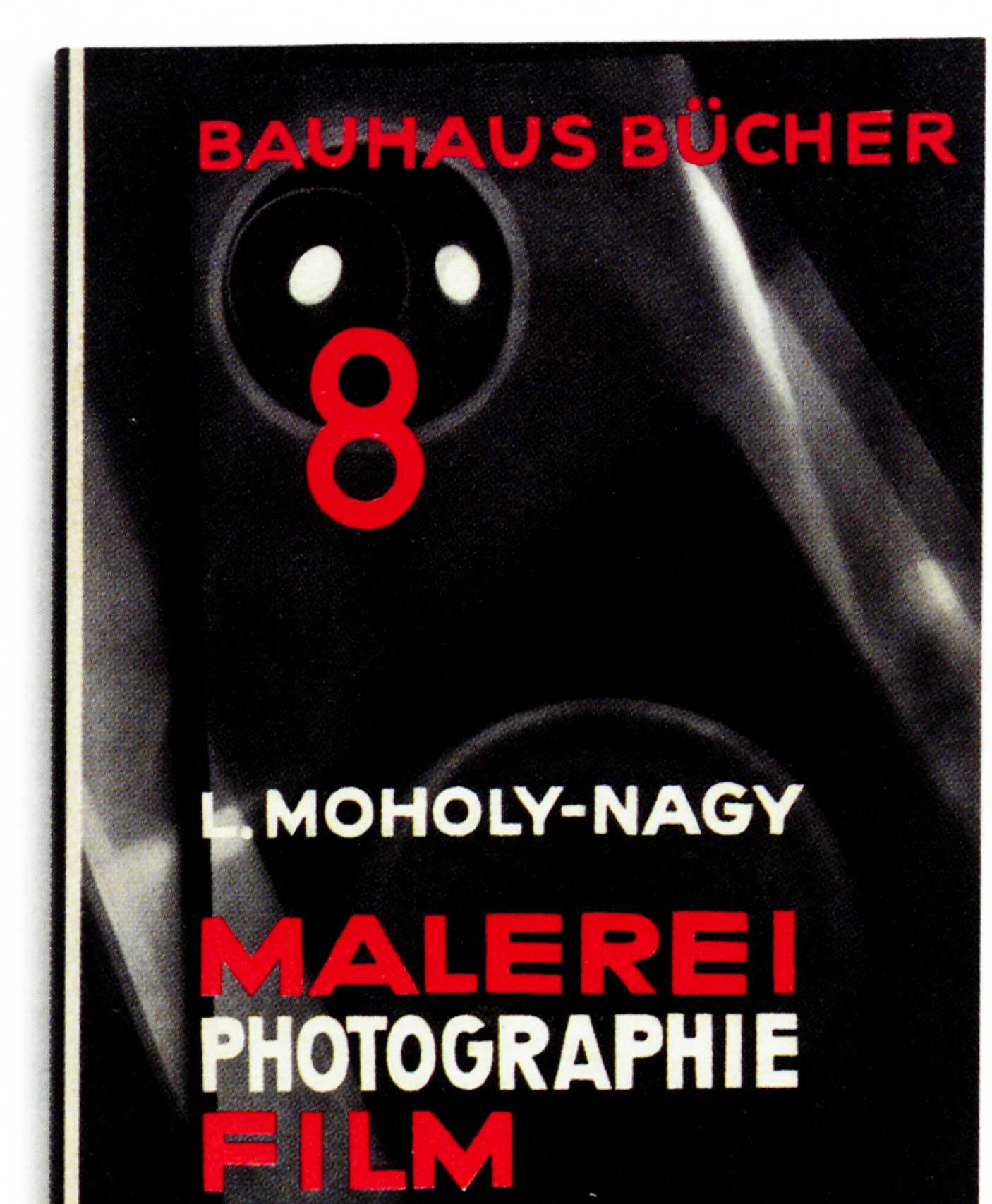
جلد کتاب منتشر شده توسط باوهاوس (۱۹۲۵)
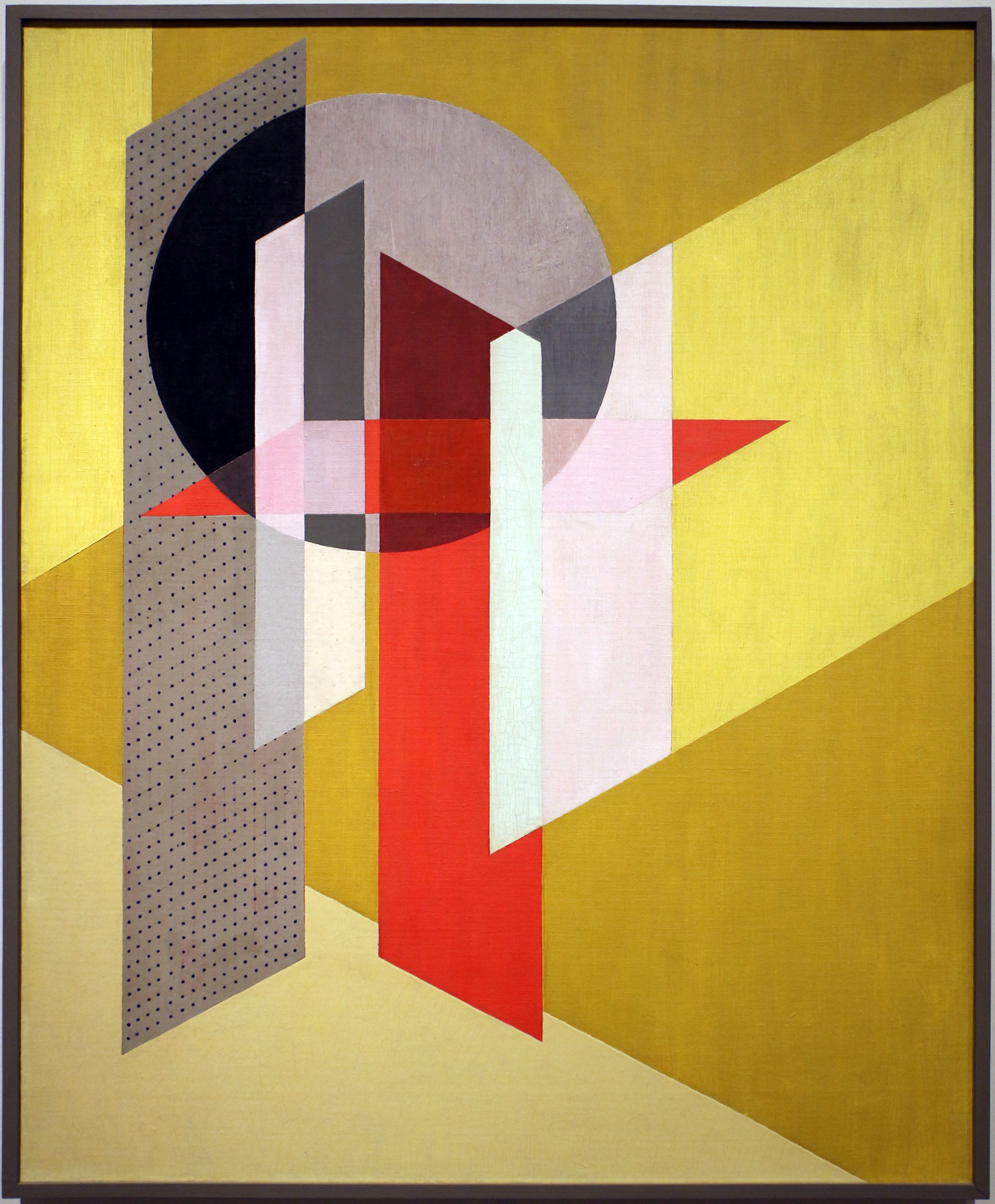
Z هفتم (۱۹۲۶)
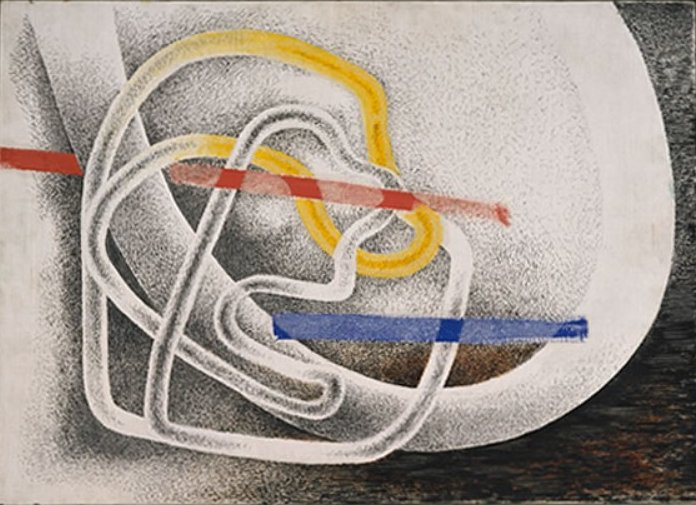
CH XI (1929)
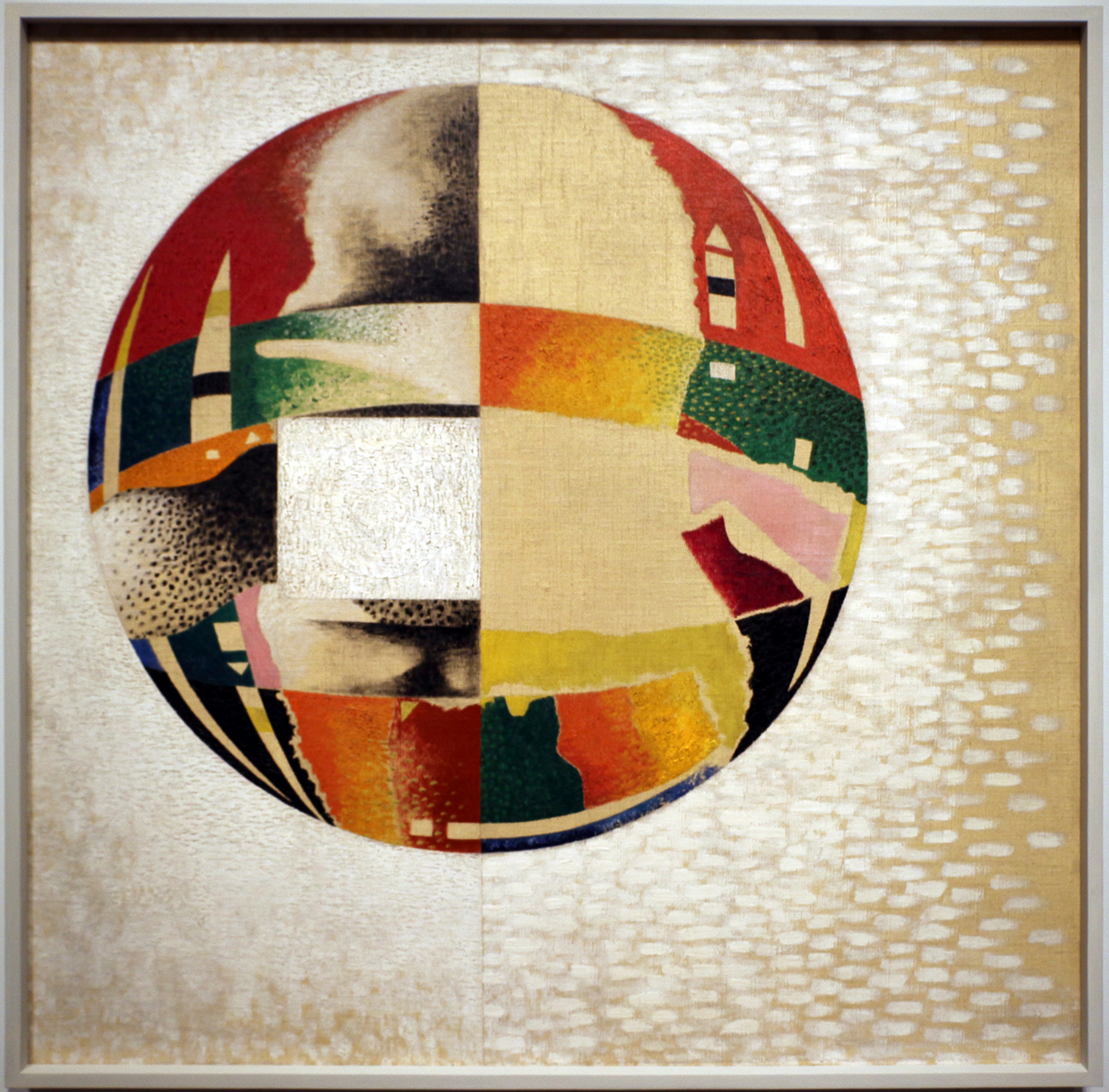
هسته‌ای دوم (۱۹۴۶)
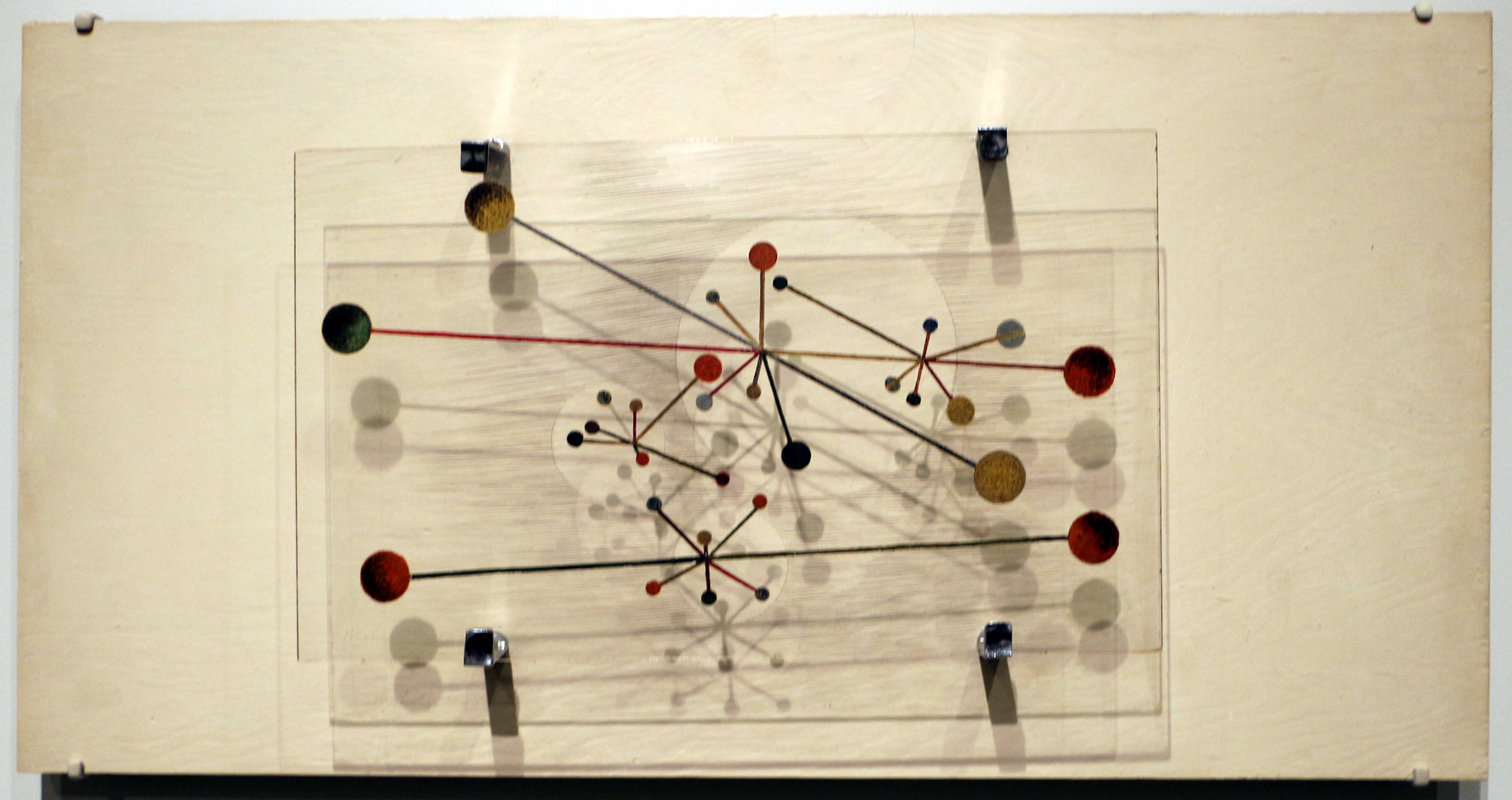
میله‌های گردان (۱۹۴۶)
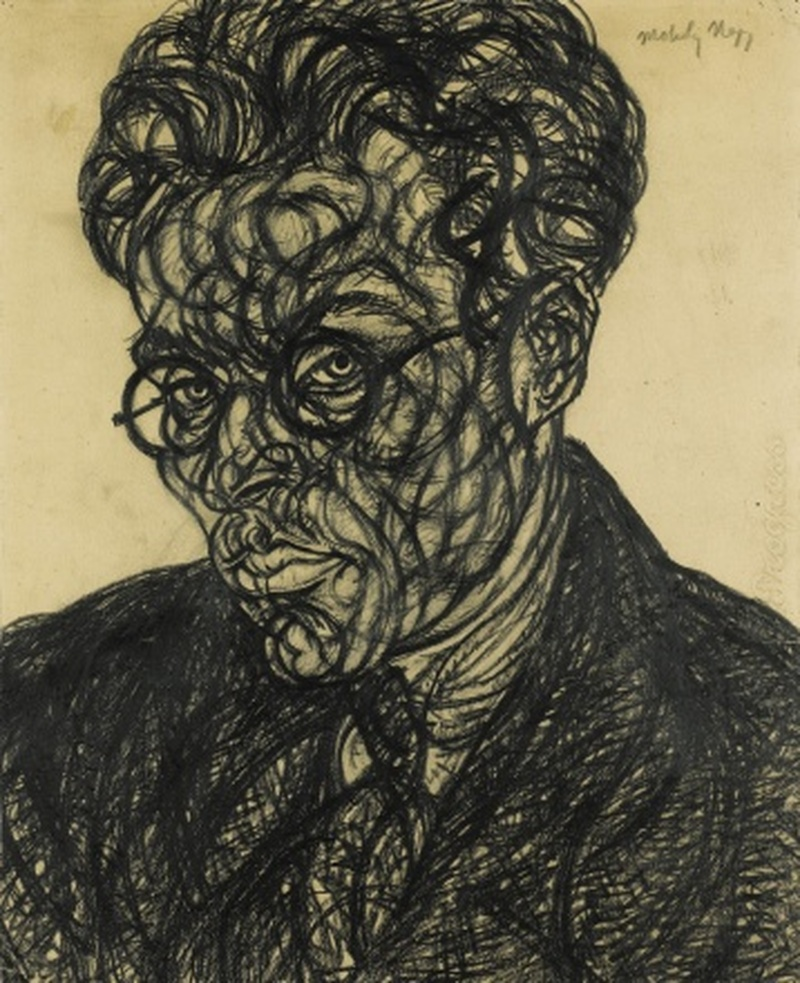
خودنگاره (۱۹۱۸)
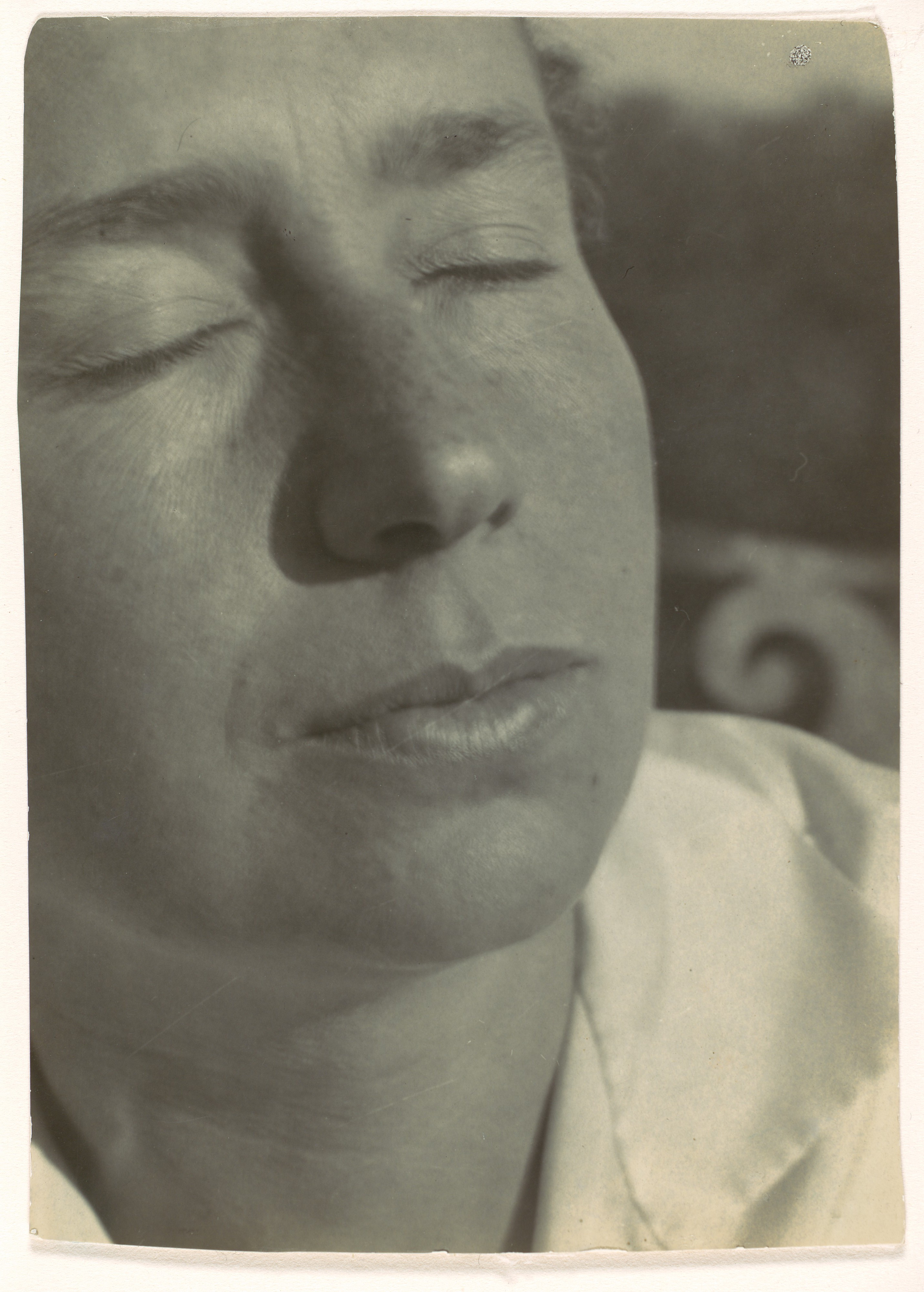
لوسیا موهولی، همسر (۱۹۲۲)
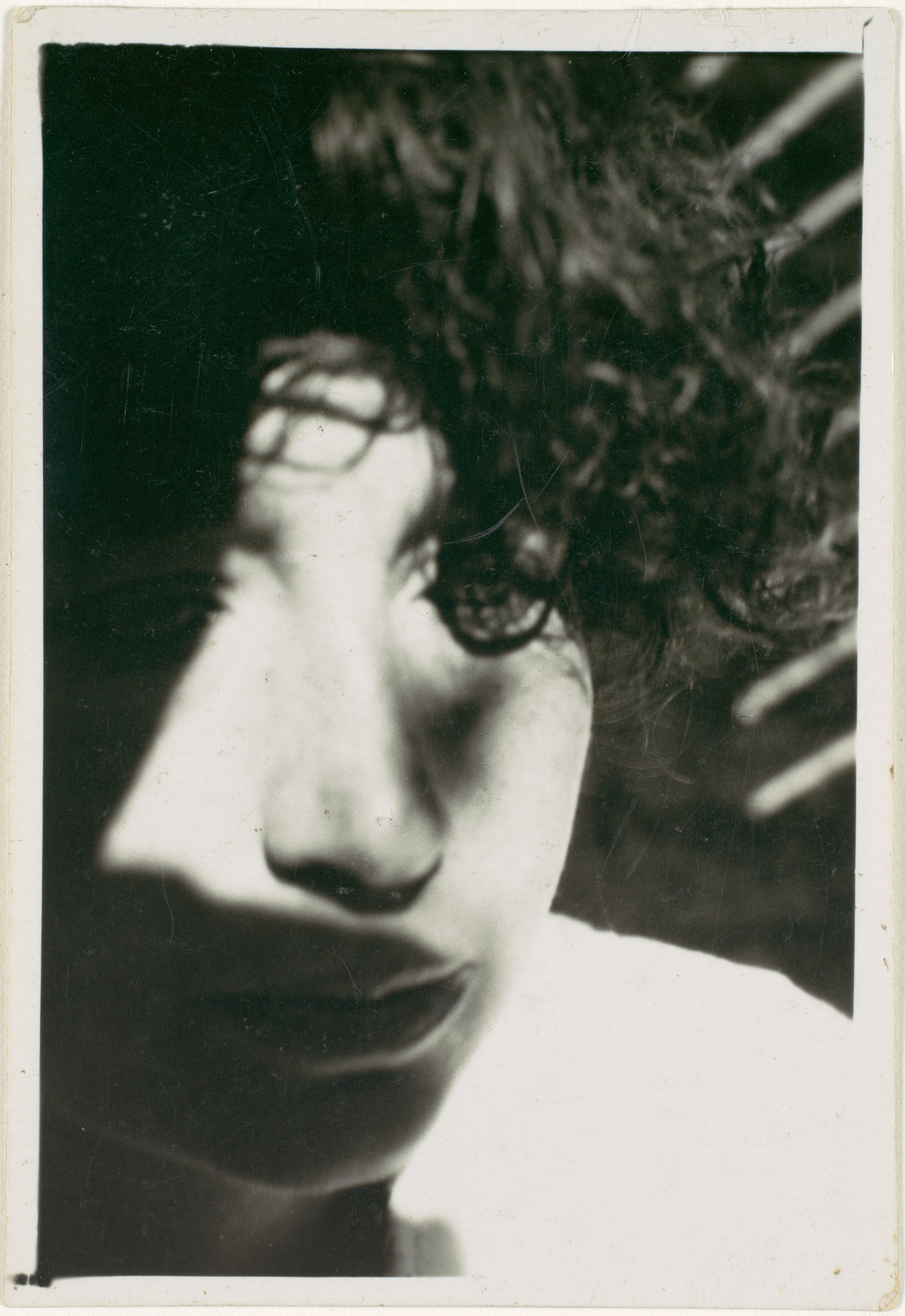
لوسیا (حدود ‎۱۹۲۴-۱۹۲۸)

## یادداشت
1. ↑  در مجارستان وی به موهولی و نیز به موهوی مشهور است.[۱]
2. ↑  در ایران و جهان او را با نام موهولی-ناج یا موهولی-ناگی نیز می‌شناسند.
3. ↑  OpenLaszlo